# Nuevo cine alemán

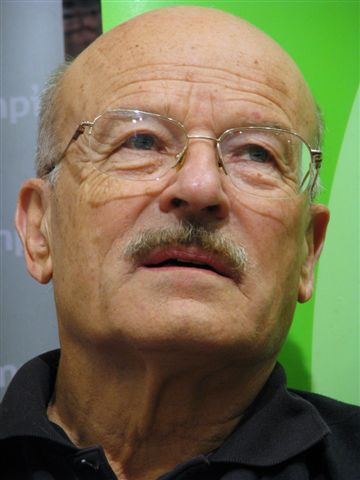
Volker Schlöndorff, director de cine alemán.

En el medio cinematográfico de Alemania, el término nuevo cine alemán (en alemán, Neuer Deutscher Film) sirve para nombrar al período comprendido entre las décadas de 1960 y 1980. En la industria alemana creará su propio star-system, usará largos travellings y planos de larga duración que favorecerán la improvisación de los actores, simplificando el montaje posterior, poseerá un cierto estilo documental al modo naturalista francés.

## Historia
A comienzos de los años 60, el cine de la República Federal de Alemania se encontraba en una situación lamentable. A pesar de que las condiciones económicas eran favorables, porque esos fueron los años del «milagro económico alemán», el cine alemán produjo, fuera de unas pocas excepciones, una mayoría de obras convencionales, de reducido interés artístico, que tendrían un enorme éxito de taquilla en los años cincuenta. Sin embargo, tras la continua reiteración de la misma fórmula, los cines comenzaron a vaciarse de manera alarmante. No existían jóvenes guionistas y directores porque a las nuevas generaciones no se les había dado nunca una oportunidad, se les había ignorado por completo.
La situación de estancamiento que vive el cine alemán se debe sobre todo:
- al exilio de profesionales del cine, motivado por la llegada del nazismo: los directores Fritz Lang, Ernst Lubitsch, Billy Wilder, F.W. Murnau y actrices como Marlene Dietrich marcharon a Hollywood;
- a que los años 50 fueron tiempos difíciles, debido a la derrota militar y a la situación económica y moral en la que quedó el país tras la Segunda Guerra Mundial;
- a la aparición de la televisión con fuerza en esos años, lo que hizo disminuir el número de espectadores en las salas de cine;
- al predominio de películas de evasión con temas románticos con un final feliz para hacer olvidar los problemas derivados de la guerra. Las películas biográficas sobre personalidades del Imperio austrohúngaro y los musicales a la alemana, conocidos como Schlager-film.

La situación va a cambiar en los años 60 con los movimientos estudiantiles y por la evolución y el cambio que se producen en el teatro y la literatura germanos, que muy pronto van a pasar al cine por medio de los directores de cortometrajes. En 1962, los jóvenes cortometrajistas alemanes se dan cita en Oberhausen, ciudad que convoca anualmente un Festival de Cortos, donde por medio de un manifiesto van a proclamar el fracaso del cine comercial. El Manifiesto de Oberhausen declara que el futuro del cine está en manos de los que han demostrado utilizar un nuevo lenguaje cinematográfico, formado en las escuelas y en la experimentación del cortometraje, y expresan su intención de crear un nuevo cine alemán, estando dispuestos a soportar en común los riesgos económicos que eso acarree, declarando que «el viejo cine alemán ha muerto; solo creemos en el nuevo».
Los firmantes del manifiesto son veintiséis jóvenes directores, que están familiarizados con la teoría del cine de autor y con la Nouvelle vague, pero a diferencia de esta corriente:
- No poseen una postura crítica o teórica ante el cine, sino que les une la necesidad de crear un estado favorable para la producción y distribución de películas.
- No conocen la tradición cinematográfica de su país y no les interesa el cine de la época, aunque han crecido en contacto con el cine americano, debido a la presencia americana en suelo alemán.

La temática y el estilo van a ser muy variados entre los integrantes del Nuevo cine alemán:
- Tratan los problemas de la juventud, la inadecuación ante el modelo que propone la sociedad que genera problemas de incomunicación y de soledad vistos con pesimismo
- Se replantean el pasado de su país y su repercusión en el presente
- Examinan la posguerra y la reconstrucción del país desde una óptica individual y desde la experiencia personal, generalmente femenina.

## Representantes
Los principales representantes de esta corriente fueron:
- Volker Schlöndorff, intelectual a caballo entre la cultura germánica y la francesa, ha sido ayudante de Resnais y de Louis Malle. Su cine va a tratar de ahondar en los conflictos que se producen por el enfrentamiento de sus personajes, y se va a caracterizar por adaptar numerosas novelas de la rica tradición germana. Entre sus obras destacan El joven Torless y El Rebelde. En los años 1970 adaptará para la pantalla El tambor de hojalata, de Günter Grass. Su cine posee siempre una puesta en escena muy controlada, un relato riguroso y un análisis histórico, al lado de una reflexión humana ante los conflictos expuestos.

- Rainer Werner Fassbinder se caracteriza por su influencia teatral, la preocupación por la forma, un sello personal de autor, conseguido gracias a que trabaja siempre con el mismo equipo técnico y artístico, y un enfoque centrado en los conflictos humanos y en las relaciones de dominación. Entre sus obras más sobresalientes están, entre otras, La ley del más fuerte, Todos nos llamamos Alí, Las amargas lágrimas de Petra von Kant, Querelle o El matrimonio de Maria Braun.

- Werner Herzog, cuyo cine se caracteriza por el estudio de personajes singulares, marginados o excepcionales, que se hallan poseídos por sus instintos, como en Aguirre, la cólera de Dios, Nosferatu, el vampiro de la noche o Fitzcarraldo. En sus películas es una constante la locura y la imaginación visionaria de sus personajes, y la preponderancia del paisaje como centro mítico de sus historias.

- Wim Wenders, influido por el cine estadounidense, tratará la incomunicación humana, los conflictos personales, los familiares y los viajes iniciáticos para conocerse a uno mismo. Su película más conocida de esta época es Alicia en las ciudades. En la década de los 80 realizará dos de sus películas más conocidas, como son Cielo sobre Berlín y Paris, Texas.